# Berchmansus adumbratus
Berchmansus adumbratus är en insektsart som beskrevs av Navás 1913. Berchmansus adumbratus ingår i släktet Berchmansus och familjen guldögonsländor. Inga underarter finns listade i Catalogue of Life.